# Knoten Spittal/Millstätter See
Het Knoten Spittal/Millstätter See is een knooppunt in de Oostenrijkse deelstaat Karinthië. Op dit knooppunt in de gemeente Seeboden ten noordoosten van de stad Spittal an der Drau kruist de (A10) de (A10).
Het knooppunt is een mixvormknooppunt.